# Jan Wnorowski
Jan Wnorowski (XVI w.) – pierwszy polski duchowny luterański w Królewcu.
Daty życia i pochodzenie nieznane. Zwany w formie zlatynizowanej Wnorowius. 1529 ustanowiony pierwszym polskim kaznodzieją luterańskim w Królewcu, zapewne działał w katedrze na Knipawie i w farze Starego Miasta, podobnie jak jego następca Jan Seklucjan (od 1544).
Takie samo imię i nazwisko nosił w XVII w. jeden z diakonów polskiego kościoła na Steindamm, zięć Krzysztofa Liebrudera.